# Anton Schreuder
Anton Gerrit Schreuder (Den Haag, 21 augustus 1912 – Ede, 25 februari 1971) was een Nederlandse verzetsstrijder tijdens de Tweede Wereldoorlog.

## Biografie
Schreuder volgde na de HBS de opleiding radiotelegrafist (marconist) bij Radio Holland. Van 1930 tot 1935 voer hij als scheepsofficier bij de KPM en de Rotterdamse Lloyd. Door zijn huwelijk met de dochter van het hotel en landgoed De Leperkoen te Lunteren werd hij medeëigenaar en beheerde samen met zijn vrouw van 1935 tot 1961 het hotel.

## Oorlogsjaren
De Leperkoen lag verscholen in de bossen en had een oppervlakte van 15 hectare. Het familiehotel telde 13 kamers. 
Schreuder sloot zich in januari 1942 aan bij het verzet. Het hotel werd een  ontmoetingsplaats voor het verzet voor het uitwisselen van informatie tussen verzetsgroepen. Voor het verzet en vluchtelingen werden stempels en documenten vervalst door de joodse vluchtelinge Alice Cohn, grafisch ontwerpster, die in het hotel woonde. Wapens en voedsel, afkomstig van droppings nabij De Leperkoen, werden verborgen op het terrein. Schreuder nam zelf ook deel aan een van de wapendroppings die plaatsvond op de Keuenklep. Schreuder was verder nauw betrokken bij de sabotage van de spoorlijn Amersfoort-Ede.
Vanaf het uitbreken van de oorlog bood het hotel onderdak aan enige tientallen joodse vluchtelingen en onderduikers. Het laatste oorlogsjaar verbleven in het hotel ook Britse parachutisten die waren afgedwaald tijdens Operatie Market Garden. De Edese verzetsleider Derk Wildeboer zat vanaf november 1944 enige weken ondergedoken op De Leperkoen.

## Verraad
Op zondag 8 april 1945 werd De Leperkoen verraden. Schreuder dook onder. Het hotel en terrein werd doorzocht, de wapenvoorraad  werd opgegraven. Margaretha Schoorl werd gevangengenomen en als partisanenweib afgevoerd naar De Wormshoef in Lunteren. Bij gebrek aan overtuigend bewijs van haar betrokkenheid werd zij na enige dagen vrijgelaten. Over het lot van de gasten die op het moment van de inval aanwezig waren is niets bekend.

## Erkenning
Na de oorlog werd Schreuder onderscheiden te Utrecht op 12 maart 1947 door de Amerikaanse regering met de Medal of Freedom with Silver Palm. De Engelse regering onderscheidde hem op 26 november van datzelfde jaar met de Silver Laurel Leaf Emblem for Brave Conduct.